# Спенсер, Бен
Бен Фриц Спенсер-младший (англ. Ben Fritz Spencer, Jr.; род. 28 марта 1995, Альбукерке) — американский футболист, нападающий.

## Клубная карьера
Спенсер — воспитанник клубов «Чивас США» и «Реал Солт-Лейк».
Свой первый профессиональный контракт Спенсер подписал после достижения 18-летия, в апреле 2013 года, с норвежским клубом «Молде». 1 сентября в матче против «Волеренги» он дебютировал в Типпелиге.
В марте 2014 года Бен был отдан в аренду в американский клуб «Инди Илевен». 27 апреля в поединке против «Форт-Лодердейл Страйкерс» он дебютировал в NASL.
23 апреля 2015 года Спенсер на правах аренды перешёл в клуб USL «Торонто II», фарм-клуб клуба MLS «Торонто». После завершения сезона 2015 Спенсер вернулся в «Молде», не сыграв ни одного матча за «Торонто II» из-за травмы. 10 марта 2016 года «Торонто» выкупил права на Спенсера в MLS у «Реал Солт-Лейк» за целевые распределительные средства. 8 сентября 2016 года Спенсер подписал с «Торонто II» постоянный контракт.
2 мая 2017 года Спенсер был подписан первой командой «Торонто». В MLS он дебютировал 26 мая в матче против «Коламбус Крю», отметившись результативной передачей. В том же году Бен стал обладателем Кубка MLS. По окончании чемпионского сезона «Торонто» не стал продлевать контракт со Спенсером, но 24 января 2018 года клуб переподписал игрока. 22 июня 2018 года «Торонто» расстался со Спенсером.
14 февраля 2019 года Спенсер подписал контракт с клубом Чемпионшипа ЮСЛ «Финикс Райзинг». За «Райзинг» он дебютировал 6 апреля в матче против «Фресно», выйдя на замену в концовке. 13 апреля в матче против «Эль-Пасо Локомотив» он забил свой первый гол за «Райзинг». В 2019 году Спенсер также играл за аффилированный с «Финикс Райзинг» клуб Лиги один ЮСЛ «Тусон».
11 июля 2020 года Спенсер подписал контракт с клубом «Сан-Диего Лойал». В тот же день в матче против «Реал Монаркс», выйдя на замену перед финальным свистком, он дебютировал за «СД Лойал». 26 января 2021 года Спенсер переподписал контракт с «Сан-Диего Лойал» на сезон 2021. 30 апреля в матче стартового тура сезона против «Финикс Райзинг» он забил свой первый гол за «СД Лойал».
9 декабря 2021 года Бен Спенсер через свою страницу в Твиттере объявил о завершении футбольной карьеры.

## Международная карьера
В 2015 году Спенсер был включён в заявку молодёжной сборной США на участие в молодёжном чемпионате КОНКАКАФ на Ямайке. На турнире он сыграл в матчах против молодёжных команд Панамы, Арубы, Ямайки, Сальвадора и Тринидада и Тобаго. В поединке против сальвадорцев Бен сделал забил свой первый гол за сборную.

## Достижения
Командные
 «Торонто»
- Чемпион MLS (обладатель Кубка MLS): 2017
- Победитель регулярного чемпионата MLS: 2017
- Победитель Первенства Канады: 2017

 «Финикс Райзинг»
- Победитель регулярного чемпионата Чемпионшипа ЮСЛ: 2019